# Kemal Tahir

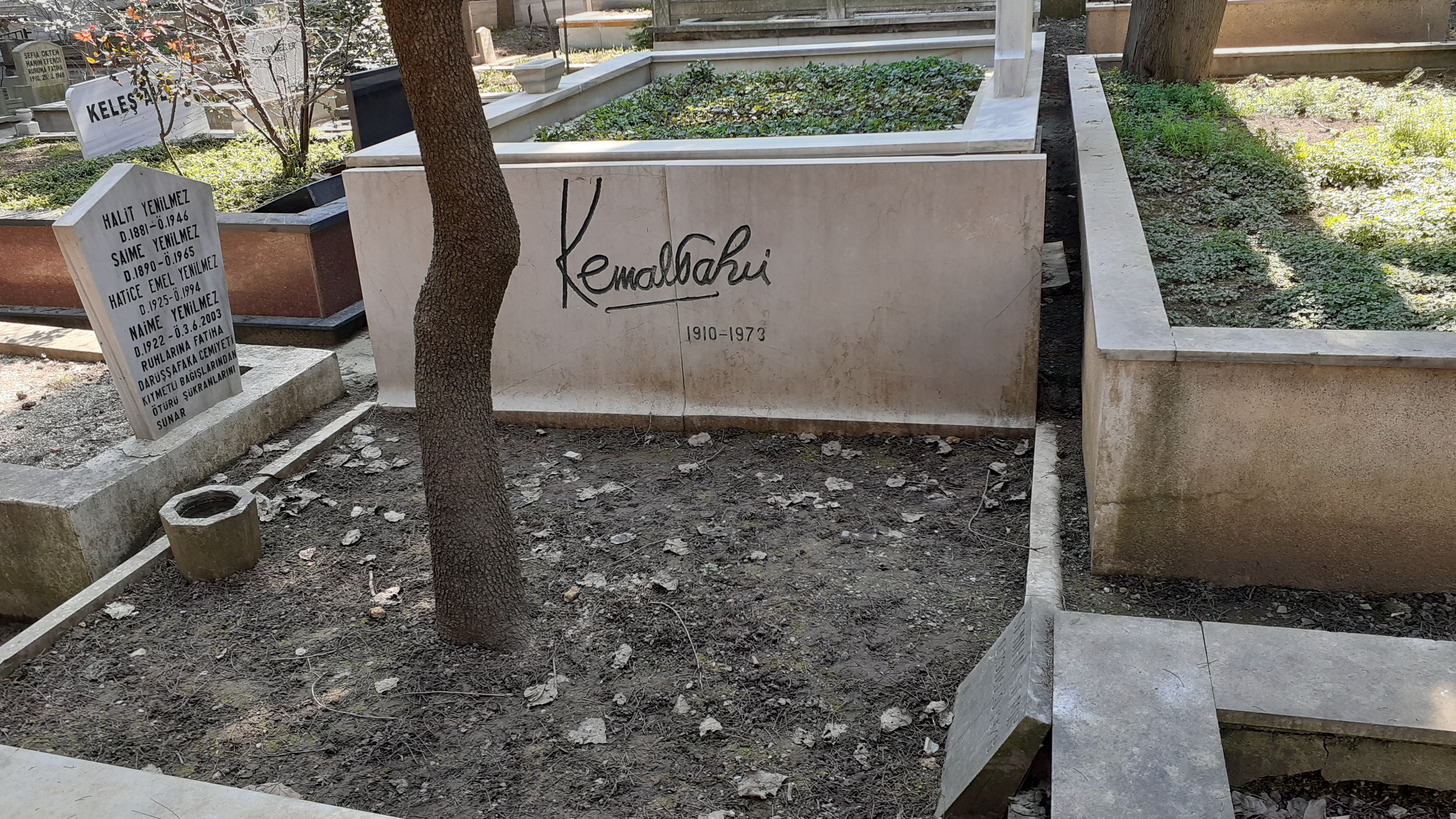
Grobowiec pisarza

Kemal Tahir (właśc. nazwisko: Demir; ur. 13 marca 1910 w Stambule, zm. 21 kwietnia 1973 tamże), turecki dziennikarz i pisarz, marksista.

## Życiorys
W latach 1938–1950 był więziony. Pisał realistyczne powieści obyczajowe i opowiadania, które przedstawiały panoramę społeczeństwa Turcji w XX wieku, takie jak Göl Insanlari (Ludzie znad jeziora, 1955).